# 에르빈 슐호프

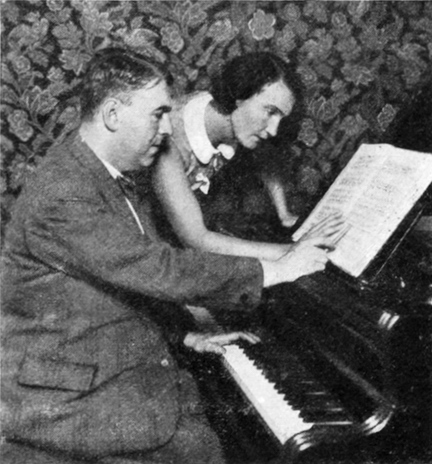

에르빈 슐호프(독일어: Erwin Schulhoff, 체코어: Ervín Šulhov, 1894년 6월 8일 ~ 1942년 8월 18일)는 체코의 현대음악가다.

## 생애
슐호프는 유대계 독일인으로 프라하에서 태어났다.
어렸을 때 슐호프는 비엔나, 라이프치히, 쾰른, 프라하에서 작곡과 피아노를 배웠고, 그를 가르친 선생으로는 클로드 드뷔시, 막스 레거 등이 있다.

## 대표작
- 5개의 그림(피아노곡, 1919)

3악장이 쉼표로만 이루어져 있다. 존 케이지의 〈4분 33초〉보다 30여 년 앞섰다.
- 실내관현악을 위한 모음곡(관현악곡, 1921)
- 구름 펌프(가곡, 1922)
- 현악 4중주를 위한 5개의 소품(실내악곡, 1923)
- 피아노 소나타 1번(피아노곡, 1924)
- 플루트, 비올라, 더블베이스를 위한 소협주곡(실내악곡, 1925)
- 교향곡 1번(교향곡, 1925)
- 바이올린과 첼로를 위한 이중주(실내악곡, 1925)
- 피아노 소나타 2번(피아노곡, 1926)
- 피아노 소나타 3번(피아노곡, 1927)
- 플루트 소나타(실내악곡, 1927)
- 플루트와 피아노를 위한 이중협주곡(협주곡, 1927)
- 무반주 바이올린 소나타(실내악곡; 바이올린 독주, 1927)
- 플람멘(오페라, 1927~29)
- 뜨거운 소나타(실내악곡; 알토색소폰과 피아노, 1930)
- 현악 사중주와 관악단을 위한 협주곡(협주곡, 1930)
- 교향곡 2번(교향곡, 1932)
- 공산주의 매니페스트(합창곡, 1932)
- HMS 로열 오크 오라토리오(합창곡; 재즈 오라토리오, 1935)

## 참조
- Holzknecht, Václav (2007). 《Jaroslav Ježek a Osvobozené divadlo》. Prague: Arsci. ISBN 978-80-86078-67-0.

## 관련 논문
- 소현정, 〈에르빈 슐호프의 피아노 음악 연구 : 피아노 소나타 1, 2, 3번을 중심으로〉,  연세대학교 대학원 음악학과 박사학위논문, 2017년 2월